# Sun Chao
Sun Chao (8 januari 1987) is een Chinese snelwandelaar. Zijn beste prestatie behaalde hij in 2004 met het winnen van de Wereldbekerwedstrijd voor junioren in Naumburg bestaande uit 10 km snelwandelen. Twee maanden later werd hij elfde op het WK junioren 10.000 m snelwandelen.
Op de wereldkampioenschappen atletiek 2007 in Osaka eindigde hij op het onderdeel 50 km snelwandelen als zevende.

## Persoonlijke records
| Onderdeel             | Prestatie  | Datum             | Plaats     |
| --------------------- | ---------- | ----------------- | ---------- |
| 10.000 m snelwandelen | 41.47,0    | 28 september 2003 | Qinhangdao |
| 10 km snelwandelen    | 40.38      | 1 mei 2004        | Naumburg   |
| 20.000 m snelwandelen | 1:25.40,27 | 25 mei 2007       | Zhengzhou  |
| 20 km snelwandelen    | 1:20.15    | 22 april 2006     | Yangzhou   |
| 50 km snelwandelen    | 3:50.46    | 25 maart 2007     | Shenzhen   |

## Palmares

### 10.000 m snelwandelen
- 2004: 11e WK junioren - 42.04,91

### 10 km snelwandelen
- 2004:  Wereldbeker - 40.38

### 50 km snelwandelen
- 2007: 7e WK - 3.55,43
- 2008: 20e Wereldbeker - 3.54,52